# Wadym Nowynski
Wadym Władysławowycz Nowynski, ukr. Вадим Владиславович Новинський, ros. Вадим Владиславович Новинский, Wadim Władisławowicz Nowinski (ur. 3 czerwca 1963 w Starej Russie) – ukraiński przedsiębiorca i polityk narodowości rosyjskiej, założyciel grupy finansowo-przemysłowej Smart Holding Group na Ukrainie i współwłaściciel Metinvest Holding, poseł do Rady Najwyższej, diakon Ukraińskiej Cerkwi Prawosławnej Patriarchatu Moskiewskiego.

## Życiorys
W 1985 ukończył Akademię Lotnictwa Cywilnego w Leningradzie, gdzie otrzymał dyplom inżyniera systemów kierowania. Był wojskowym w Pietrozawodsku (1985–1989), pracował następnie do 1991 w zakładzie systemów sterowania i inżynierii komputerowej na macierzystej uczelni, później do 1996 w centrum badawczym w Petersburgu. Od 1996 do 1998 był przedstawicielem jednej z firm koncernu Łukoil w Petersburgu. Zajął się następnie władną działalnością gospodarczą, biorąc udział w prywatyzacji dwóch kombinatów górniczych i przetwórczych. W 2006 założył grupę finansowo-przemysłową Smart Holding Group w Kijowie, obejmując w niej stanowisko prezesa zarządu. W 2012 przejął kontrolę nad bankiem Forum. W 2013 magazyn „Forbes” szacował wartość jego aktywów na 1,7 miliarda dolarów, co plasowało go na 5. miejscu wśród najbogatszych Ukraińców.
W 2010 został prezesem klubu piłkarskiego FK Sewastopol. 29 maja 2012 prezydent Wiktor Janukowycz nadał mu ukraińskie obywatelstwo.
W maju 2013 w wyborach uzupełniających w jednym z okręgów wyborczych Sewastopola uzyskał mandat posła do Rady Najwyższej VII kadencji. We wrześniu tego samego roku wstąpił do Partii Regionów. Przed przedterminowymi wyborami z października 2014 dołączył do Bloku Opozycyjnego, skupiającego przeciwników Euromajdanu, uzyskując parlamentarną reelekcję. Utrzymał mandat poselski również w 2019, zrezygnował z niego w 2022.
W międzyczasie w 2020 został diakonem Ukraińskiej Cerkwi Prawosławnej Patriarchatu Moskiewskiego.

## Życie prywatne
Wadym Nowynski jest żonaty, ma czwórkę dzieci.